# ラキム・チャキエフ
ラヒム・チャキエフ（Rakhim Chakkhiyev、1983年1月11日 - ）は、ロシアの元プロボクサー。チュメニ州トボリスク出身。北京オリンピックヘビー級金メダリスト。

## 来歴
2006年のワールドカップにロシア代表として参加し銀メダルを獲得した。2007年の世界ボクシング選手権にて銀メダルを獲得した。2008年の北京オリンピックでは金メダルを獲得した。
2009年10月10日、ロストックのシュタットハレ・ロストックでデビュー戦を行い、2回2分2秒KO勝ちを収めた。
2012年1月28日、ハンブルクアイムスビュッテル区ローターバウムでWBCバルチッククルーザー級王者アレクサンデル・コトロベイと対戦し、10回3-0（2者が100-89、99-89）の判定勝ちを収め王座獲得に成功した。
2012年4月21日、シュヴェリーンのスポーツ・アンド・コングレス・センターでジャイドン・コドリントンと対戦し、初回1分56秒KO勝ちを収め初防衛に成功した。 
2013年6月21日、モスクワのダイナモ・スポーツ・パレスでWBC世界クルーザー級王者クシシュトフ・ヴウォダルチクと対戦し、プロ初黒星となる8回2分3秒TKO負けを喫し王座獲得に失敗した。
2014年3月15日、モスクワのダイナモ・スポーツ・パレスでユホ・ハーポヤとWBC世界クルーザー級シルバー王座決定戦を行い、9回26秒TKO勝ちを収め王座獲得に成功した。
2014年5月30日、モスクワのルジニキ・スタジアムでサンタンデル・シルガドと対戦し、12回3-0（117-112、118-110、117-111）の判定勝ちを収め初防衛に成功した。
2014年10月24日、モスクワのルジニキ・スタジアムでジャコーベ・フラゴメーニとEBU欧州クルーザー級王座決定戦を行い、4回52秒KO勝ちを収め王座獲得に成功した。
2015年4月10日、モスクワのルジニキ・スタジアムで元WBO世界クルーザー級暫定王者のヴァレリー・ブラドフとIBO世界クルーザー級挑戦者決定戦を行い、4回1分58秒KO勝ちを収めオラ・アフォラビへの挑戦権を獲得した。
2015年5月22日、モスクワのルジニキ・スタジアムでジュニア・アンソニー・ライトとIBO世界クルーザー級王座決定戦を行い、8回2分39秒KO勝ちを収め王座獲得に成功した。
2015年11月4日、カザンのタトネフト・アリーナで元WBO世界クルーザー級暫定王者のオラ・アフォラビと対戦し、5回1分44秒KO負けを喫し初防衛に失敗、王座から陥落した。
2016年12月3日、モスクワのメガスポルトでマキシム・ウラソフとWBAインターナショナルクルーザー級王座決定戦を行い、7回17秒TKO負けを喫し王座獲得に失敗した。
2017年9月23日、現役引退を表明した。

## 獲得タイトル
- WBCバルチッククルーザー級王座
- WBC世界クルーザー級シルバー王座
- EBU欧州クルーザー級王座
- IBO世界クルーザー級王座